# Zwischengitteratom

Punktdefekte in einem zweidimensionalen Kristallgitter u. a. mit einem Eigenzwischengitteratom (oben links)

Als Zwischengitteratome (englisch interstitials) werden Atome oder Ionen bezeichnet, die sich im Atomgitter einer Kristallstruktur nicht auf einem regulären Gitterplatz befinden. Sie sitzen zwischen den Gitterplätzen und stellen somit nulldimensionale Gitterfehler (Punktdefekte) dar.
Das Einbringen von Atomen auf Zwischengitterplätze verursacht in der Regel starke Verzerrungen des Kristallgitters, d. h. die umgebenden Gitteratome verschieben sich. Die für diese Verschiebung notwendige Energie stellt den größten Anteil derjenigen Energie dar, die für die Erzeugung von Zwischengitteratomen nötig ist, und hängt von der Größe des eingebrachten Atoms ab.
Man unterscheidet:
- Eigenzwischengitteratome: Hierbei befinden sich Atome desselben Elements, aus dem der Kristall besteht, auf Zwischengitterplätzen. Es handelt sich daher um einen intrinsischen Defekt im Atomgitter.
- Fremdzwischengitteratome: Hierbei handelt es sich um einen extrinsischen atomaren Defekt, bei dem sich Fremdatome auf Zwischengitterplätzen befinden, man spricht von einem Einlagerungs- oder interstitiellen Fremdatom.

Zwischengitteratome können entstehen, wenn Gitteratome in benachbarte Gitterzwischenräume springen bzw. verschoben werden, wobei Frenkel-Defekte entstehen.
Eine weitere Möglichkeit der Erzeugung von Zwischengitteratomen ist der Beschuss mit energiereichen Teilchen. Durch Stöße mit den Gitteratomen werden die verschossenen Teilchen abgebremst. Dabei können Atome aus ihren Gitterplätzen geschlagen werden und sich sowohl die abgebremsten Teilchen als auch die ursprünglichen Gitteratome auf Zwischengitterplätzen einordnen. Ausgenutzt wird dies u. a. in der Halbleitertechnik, wo Fremdatome mithilfe der Ionenimplantation in einen Kristall eingebracht werden. Um diese jedoch für die Änderung der elektrischen Eigenschaften (Dotierung) nutzen zu können, müssen die eingebrachten Atome und Ionen auf regulären Gitterplätzen sitzen. Daher folgt nach der Implantation in der Regel ein Aufheizschritt, bei der die Diffusion der Zwischengitteratome erhöht wird und sie sich in das Gitter einfügen.